# 聖安斯格鎮區 (愛荷華州米切爾縣)
聖安斯格鎮區（英語：St. Ansgar Township）是位於美國愛荷華州米切爾縣的一個行政鎮區。

## 地方資料
根據2010年美國人口普查的數據，聖安斯格鎮區的面積為74.06平方千米，當中陸地面積為73.95平方千米，而水域面積為0.11平方千米。當地共有人口1393人，而人口密度為每平方千米18.81人。